# Anastatus formosanus
Anastatus formosanus är en stekelart som beskrevs av Crawford 1913. Anastatus formosanus ingår i släktet Anastatus och familjen hoppglanssteklar.
Artens utbredningsområde är Taiwan. Inga underarter finns listade i Catalogue of Life.